# Рафферти, Джерри
Дже́ральд Дже́рри Ра́фферти (англ. Gerald «Gerry» Rafferty, 16 апреля 1947 года, Пейсли, Шотландия — 4 января 2011 года, Борнмут, Англия) — британский автор-исполнитель ирландско-шотландского происхождения, один из основателей Stealers Wheel, группы, оставшейся в истории с хит-синглом «Stuck in the Middle With You» (1972).

## Биография
Родился 16 апреля 1947 года в Пейсли, Шотландия.
В 1978 году выпустил сольный альбом City to City, сингл из которого «Baker Street» стал хитом (№ 3 Великобритания, № 2 США) и позже был признан классикой софт-рока. Альбом в июле 1978 года возглавил списки Billboard 200 и впоследствии — с общим тиражом в 5,5 миллиона экземпляров — стал в США мультиплатиновым. Успех имел и второй альбом Night Owl; заглавный трек из него поднялся до 5-го места в британском хит-параде синглов. В 1980-х годах Рафферти стал постепенно терять популярность, в основном — из-за нежелания давать концерты.
В 2008 году Джерри Рафферти поступил на обследование в клинику St. Thomas' Hospital (по поводу проблем с печенью). 1 августа 2008 года он исчез из больничной палаты, не взяв с собой ничего из вещей. 17 февраля 2009 года газета «Гардиан» сообщила о том, что Рафферти скрывается у друзей где-то на юге Англии. Позже представитель певца Пол Чарльз сообщил The Independent, что Рафферти жив и здоров, но не собирается больше ни записываться, ни гастролировать.
После госпитализации в ноябре 2010 года в больницу Борнмута по подозрению в печёночной недостаточности Джерри прожил до 4 января 2011 года.
3 сентября 2021 года Parlophone UK выпустила альбом Rest In Blue, на котором Марта Рафферти завершила проект, начатый её отцом из демо, оставленных Рафферти. Сборник блюзовых, роковых и фолк-демо был запланирован для нового альбома ещё до его смерти.

## Дискография
- 1971 Can I Have My Money Back
- 1978 City to City № 6 Великобритания, № 1 США
- 1979 Night Owll № 9 Великобритания, № 29 США
- 1980 Snakes and Ladders № 15 Великобритания, № 61 США
- 1982 Sleepwalking
- 1988 North and South
- 1989 Right Down The Line
- 1992 On a Wing and a Prayer
- 1994 Over My Head
- 1995 One More Dream: The Very Best of Gerry Rafferty
- 2000 Another World
- 2006 Days Gone Down: The Anthology: 1970—1982
- 2021 Rest In Blue